# Korogwe
Korogwe este un oraș situat în partea de nord-est a Tanzaniei, în regiunea Tanga.